# Megalobulimus parafragilior
Megalobulimus parafragilior és una espècie de gastròpode eupulmonat terrestre de la família Strophocheilidae.

## Distribució geogràfica
Es troba al Brasil: São Paulo.